# Argyrolepidia leonora
Argyrolepidia leonora là một loài bướm đêm trong họ Noctuidae.